# Cirrhimuraena cheilopogon
Cirrhimuraena cheilopogon är en fiskart som först beskrevs av Bleeker, 1860.  Cirrhimuraena cheilopogon ingår i släktet Cirrhimuraena och familjen Ophichthidae. Inga underarter finns listade i Catalogue of Life.